# Фуэрти
Фуэрти (англ. Fuerty; ирл. Fiodharta) — деревня в Ирландии, находится в графстве Роскоммон (провинция Коннахт) у трассы R366 неподалёку от Роскоммона.